# Bram Hammacher
Abraham Marie Wilhelmus Jacobus (Bram) Hammacher (Middelburg, 12 november 1897 - Abano Terme, 19 april 2002) was een Nederlands kunstcriticus en -historicus. Hammacher kreeg in 1948 de P.C. Hooft-prijs.

## Levensloop
Hammacher werd geboren als oudste kind van Abraham Hammacher (1853-1927) en Maria Wilhelmina Jacoba ter Smitte (1875-1950). Hij trouwde in 1926 met Anna Sophia Hooft Graaﬂand (1893-1956), dochter van een kruidenier, telg uit een niet-adellijke tak van het geslacht Graafland en zus van zijn zwager. Hij hertrouwde in 1957 met kunsthistorica Renilde van den Brande (1913-2014).
Hammacher is bekend geworden als auteur van boeken over de schilders Van Gogh en Magritte en de beeldhouwers Barbara Hepworth en Jacques Lipchitz. Hij behoorde in de jaren dertig tot de meest vooraanstaande kunstcritici van Nederland. Hammacher was een van hen die de Emmaüsgangers onthaalden als een onbekend meesterwerk van Johannes Vermeer. Later bleek het een vervalsing, door Han van Meegeren.
Hammacher was tussen 1947 en 1963 directeur van het Kröller-Müller Museum. Hij is verantwoordelijk voor de beroemde beeldentuin achter het museum, het Beeldenpark van het Kröller-Müller Museum. In 1963 werd hij opgevolgd door Rudi Oxenaar. Ook was hij buitengewoon hoogleraar kunstgeschiedenis aan de Technische Hogeschool Delft en kreeg hij een eredoctoraat van de Rijksuniversiteit Utrecht.
Prof. dr. A.M.W.J. Hammacher overleed in 2002 op 104-jarige leeftijd.

## Werken
- 1932 - De levenstijd van Antoon Der Kinderen
- 1936 - Jeroen Bosch: 1450-1516
- 1936 - Vorm en geest der Romaansche beeldhouwkunst
- 1938 - De Emmaüsgangers. Johannes Vermeer en Rembrandt[1]
- 1938 - Stijlveranderingen in de Europeesche postzegels met beeltenis van 1840 tot 1938[2]
- 1940 - De beeldhouwer John Raedecker[3]
- 1941 - Amsterdamsche impressionisten en hun kring[4]
- 1941 - Mendes da Costa. De geestelĳke boodschap der beeldhouwkunst[5]
- 1942 - Dick Ket
- 1943 - Suze Robertson
- 1944 - Het leven bloeit op de ruïnes over Charley Toorop en Henk Chabot[6]
- 1946 - Floris Verster[7]
- 1947 - Jean François van Royen, 1878-1942[8]
- 1947 - Eduard Karsen en zĳn vader Kaspar[9]
- 1948 - Vincent van Gogh[10]
- 1949 - Vincent van Gogh. Catalogus van 264 werken behorende tot de verzameling van het Rijksmuseum Kröller-Müller
- 1950 - Van Fantin tot Picasso. Tentoonstelling van schilderijen, tekeningen en beeldhouwwerken

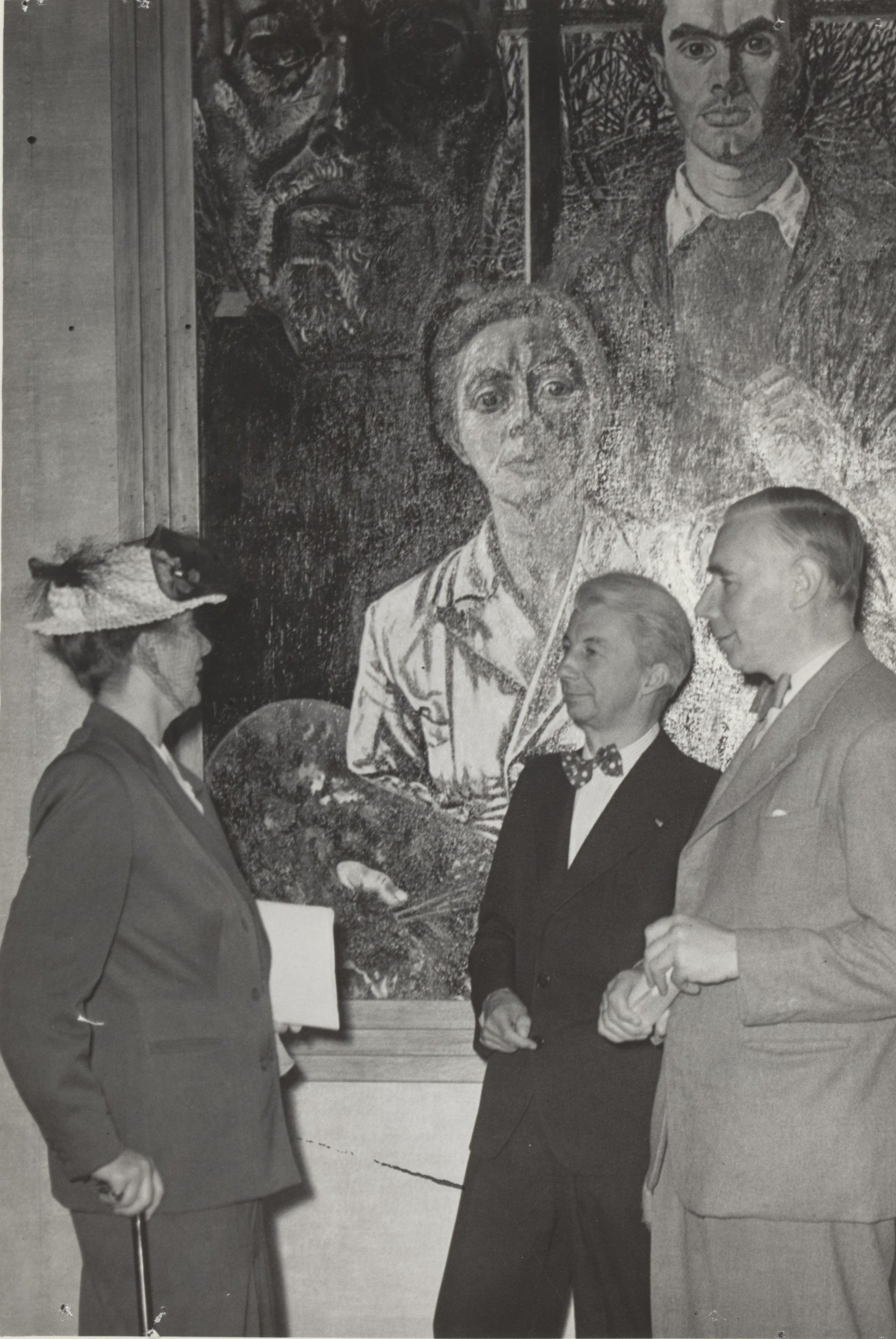
Charley Toorop, Willem Sandberg en Bram Hammacher (1951)

- 1951 - Charley Toorop (tentoonstellingscatalogus)
- 1952 - Charley Toorop. Een beschouwing van haar leven en werk, een lijst van werken, 46 afbeeldingen van schilderijen
- 1952 - De wondende en helende kracht in de beeldende kunst. Inaugurele rede TH Delft. Amsterdam: Meulenhoff
- 1954 - Zadkine[11]
- 1954 - Breitner (tentoonstellingscatalogus)
- 1955 - Beeldhouwkunst van deze eeuw en een schets van haar ontwikkeling in de negentiende eeuw
- 1955 - Stromingen en persoonlijkheden: schets van een halve eeuw schilderkunst in Nederland, 1900-1950
- 1956 - Suze Robertson (tentoonstellingscatalogus)
- 1960 - Gids voor de Nederlandse kunst (samen met H.E. van Gelder e.a.)
- 1960 - Lipchitz
- 1963 - Hendrik Chabot: Artist beyond Expressionism in DELTA a review of arts and thougt in the Neteherlands, spring 1963.
- 1967 - De wereld van Henry Van de Velde
- 1968 - Barbara Hepworth
- 1974 - René Magritte
- 1977 - Lipchitz in Otterlo
- 1979 - Jaap Wagemaker (tentoonstellingscatalogus)
- 1982 - Van Gogh. Een documentaire biografie
- 2002 - Het geheim van het berg-zijn. 'Je lève les yeux vers les montagnes' (Livre de Psaumes - Psaume 121). Koninklijk Museum voor Schone Kunsten, Antwerpen